# Шелер, Август
Жан Август Ульрих Шелер (6 апреля 1819, Эбнат, Швейцария — август 1890, Брюссель) — бельгийский филолог, швейцарского происхождения.
Родился в Швейцарии, его отец был капелланом у бельгийского короля Леопольда. Получил образование в университетах Эрлангена, Бонна и Мюнхена, после чего переехал в Бельгию, где уже в двадцатилетнем возрасте получил место преподавателя в Брюссельском университете. Был в 1853 году назначен библиотекарем королевской библиотеки в Брюсселе, с 1876 года — профессором Брюссельского университета. 
Главнейшие его труды: «Mémoire sur la conjugaison française considérée sous le rapport étymologique» (Брюссель, 1847); «Dictionnaire d’étymologie française d’après les résultats de la science moderne» (там же, 1862; 3 издание — 1888); «Etude historique sur le séjour de l’apôtre St.-Pierre à Rome» (там же, 1845); «Histoire de la maison de Saxe-Cobourg-Gotha» (Гота, 1846); «Annuaire statistique et historique belge» (Брюссель, 1854); «Lexicographie latine du XII et XIII siècle» (там же, 1867); окончание словаря Gradgagnage «Dictionnaire étymologique de la langue wallone» (Люттих, 1845—1880); обработка 4-го и 5-го издания этимологического словаря романских языков Diez’a (Бонн, 1878 и 1887). Ряд его работ были переведены на немецкий и английский языки.